# NPSH

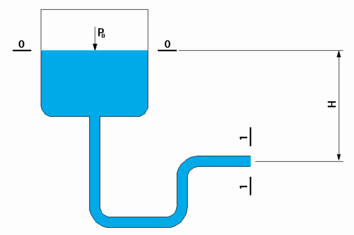
Hydraulisch circuit

NPSH is een acroniem voor Net Positive Suction Head en wordt gebruikt om cavitatie te analyseren.
Deze waarde wordt in meter uitgedrukt. NPSH is een belangrijke parameter waar rekening mee gehouden moet worden bij dimensioneren van pompen. Wanneer de zuigdruk lager wordt dan de dampspanning vermeerderd met de NPSH dan begint de vloeistof te koken. Het eindresultaat is cavitatie: dampbelletjes ontstaan en hinderen het vloeistofdebiet. Bovendien kan cavitatie zeer nadelig zijn voor de levensduur van een pomp. Een sterk caviterende centrifugaalpomp bijvoorbeeld kan in enkele uren binnenin volledig vernield zijn. Centrifugaalpompen zijn door hun constructie gevoelig voor NPSH, positieve verdringingspompen zijn minder gevoelig.
Er zijn twee waarden:
1. De beschikbare (Available) NPSH (NPSHA): geeft weer hoe dicht een vloeistof tegen het kookpunt aanzit.
2. De vereiste (Required) NPSH (NPSHR): vereiste waarde op een bepaald punt (meestal aan ingang van de pomp) om ervoor te zorgen dat er geen cavitatie kan optreden.

## NPSH bij pompen
Bij pompen treedt eerst cavitatie op aan de ingang van de pomp.
{\displaystyle NPSH_{A}=\left({\frac {p_{i}}{\rho g}}+{\frac {V_{i}^{2}}{2g}}\right)-{\frac {p_{v}}{\rho g}}}
Waarbij pi de druk en Vi de snelheid aan de ingang van de pomp is.
Wanneer we de Wet van Bernoulli toepassen met enerzijds het vat waaruit we pompen als beginpunt en de ingang van de pomp als eindpunt krijgen we onderstaande uitdrukking. We beschouwen het vat waaruit we pompen als een vat met zeer grote oppervlakte, zodat we de (begin)snelheid kunnen verwaarlozen.
{\displaystyle {\frac {p_{0}}{\rho g}}+z_{0}={\frac {p_{i}}{\rho g}}+{\frac {V_{i}^{2}}{2g}}+z_{i}+h_{f}}
Bovenstaande formule kunnen we omvormen om de snelheids- en ingangsdruk te elimineren in de NPSHA-uitdrukking:
{\displaystyle NPSH_{A}={\frac {p_{0}}{\rho g}}-{\frac {p_{v}}{\rho g}}-(z_{i}-z_{0})-h_{f}}
Deze wordt als standaard uitdrukking gebruikt om de beschikbare NPSH weer te geven. Om de NPSHR zo laag mogelijk te houden kan men streven naar een zo kort mogelijke aanvoerleiding met ruime diameter en zo weinig mogelijk bochten of andere remmingen. Bij het verpompen van zeer vluchtige vloeistoffen zoals bijvoorbeeld vloeibare gassen, kan het zelfs nodig zijn om de pomp lager te plaatsen dan het vloeistofniveau om een zekere voordruk te creëren. Wil men cavitatie vermijden, dan zal de beschikbare NPSH (NPSHA) groter moeten zijn dan de benodigde NPSH (NPSHR).
{\displaystyle NPSH_{A}>NPSH_{R}}
Om veiligheidsredenen zal men meestal nog een bepaalde waarde toevoegen aan NPSHR.